# Karol Benický

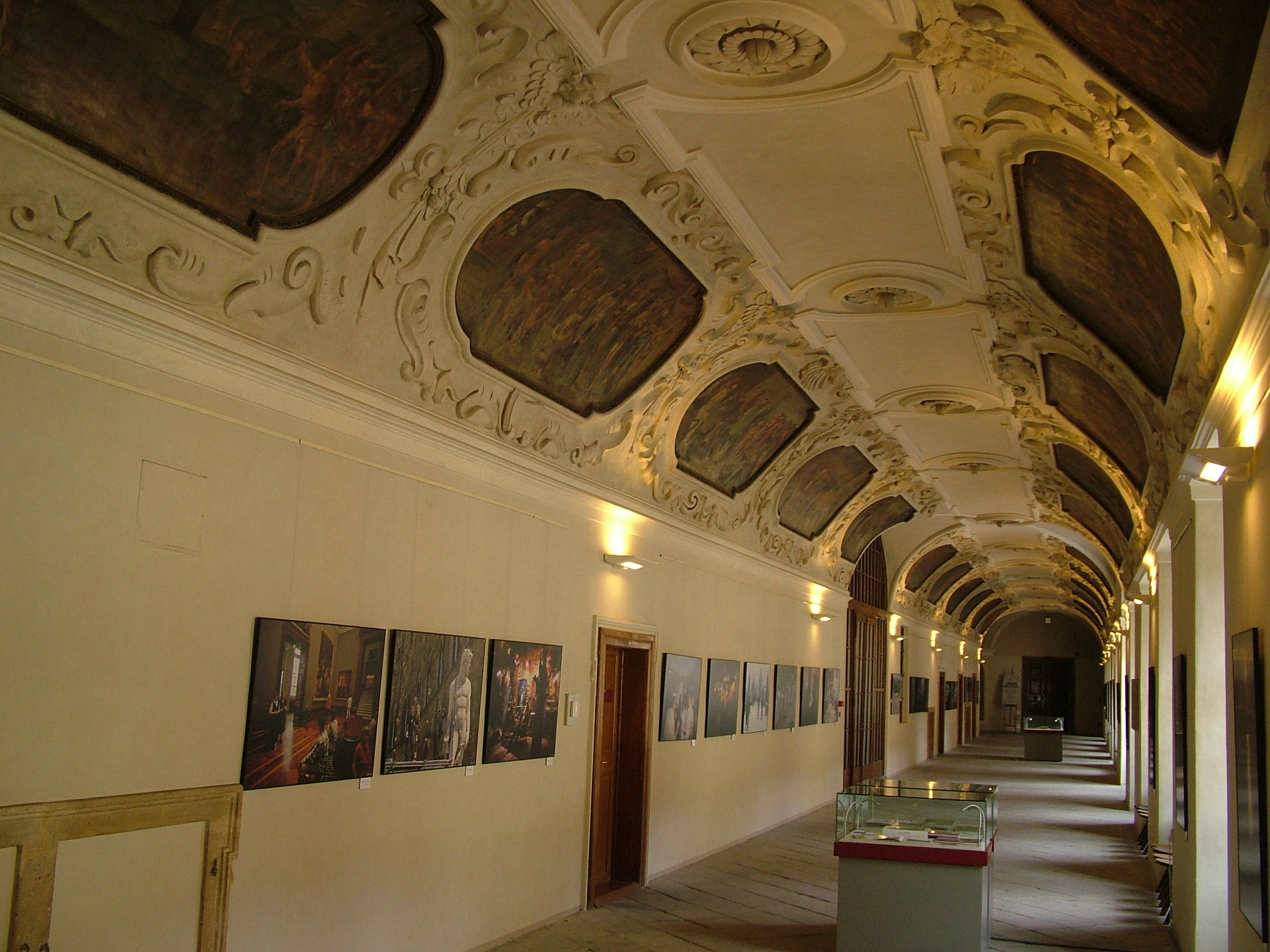
Výstava Orbis pictus Karola Benického v Národní knihovně České republiky, Klementinum, červen 2008

Karol Benický (13. dubna 1940, Spišské Hanušovce – 2. srpna 2011, Praha) byl český a slovenský fotograf, nakladatel, designer, iniciátor humanitárních projektů a cestovatel.

## Život a dílo
Narodil se 13. dubna 1940 ve Spišských Hanušovcích. Se svou manželkou Evou (zemřela 26. února 2012) měl dvě dcery a syna Matúše (zemřel v roce 2006). Jedná se o autora mnoha fotopublikací. Uspořádal řadu výstav doma i v zahraničí, ve městech jako jsou Bratislava, Budapešť, Varšava, Vilnius, Londýn, Peking, Kuvajt, Pula a další. Žil a tvořil v Praze, na Slovensku a ve světě. Jeho jméno zůstává v českých zemích stále neznámé. Soustředil se na vydávání obrazových cyklů z nových členských států Evropské unie, na Čínu a na portrétování lidí z různých společenských vrstev po celém světě. Je autorem několika knih o Praze.
Působil jako kurátor v Galérii Slovenskej televízie v Mlynské dolině v Bratislavě.
Zemřel 2. srpna 2011 v Praze.

## Citáty
| „                    | Karol Benický je zrelý umelec, muž znalý života, sveta aj všetkých potrebných náuk. Jeho múdrosť' je celé roky nasávaná z prameňov ľudských osudov. | “ |
| — Peter Lipták, 2006 | |   |

| „                    | Karol Benický stále stúpa na niektorý zo svojich umeleckých končiarov. Ešte je len v polovici a už myslí na ďalší. Na jeden z nich, v podobe knihy "Ľudská rodina" mi dovolil stúpať' chvíľku s ním. Dochádzal mi dych a občas som ani nedýchal. Jeho rozkročenie sa cez roky a svetadiely, jeho videnie krásy, bohatstva, biedy, radosti aj smútku, to všetko vyvážené na váhach lekárnika, mi bolo a je školou umu, radosti a prebohatou životnou skúsenosťou. | “ |
| — Peter Lipták, 2006 | |   |

## Významná ocenění (výběr)
V roce 1983 získal medaili FIAP za první místo na II. Světovém bienále krajinářské fotografie v Sydney, v Bruselu v roce 2002 Cenu Evropské unie umění za uměleckou tvorbu.
- 1979 – 1. cena na IX. mezinárodním fotosalonu Vítkovice
- 2002 – Výroční cena Masarykovy akademie umění za uměleckou tvorbu, Praha
- 2012 – Cena primátora mesta Banská Bystrica, in memoriam

## Individuální výstavy (výběr)
- 1980 – Rodná zem, Bratislava
- 1991 – Moje koníčky, Praha
- 1996 – Zátiší, Praha
- 2000 – Zátiší z Číny, Liběchov
- 2001 – Lidé z hor, Kuvajt City
- 2002 – Číňané na přelomu tisíciletí, ve spolupráci s Matúšem Benickým, Praha
- 2002 – Fotografie, ve spolupráci s Matúšem Benickým, Praha
- 2004 – Noví Evropané: Pula, ve spolupráci s Matúšem Benickým
- 2005 – Noví Evropané: Bratislava, Praha, Budapešť, Vilnius, Varšava, ve spolupráci s Matúšem Benickým
- 2005 – Jubilejní – Stoletá (65 + 35 = 100), Klementinum, Praha, ve spolupráci s Matúšem Benickým, Městské muzeum Bratislava a Slovenské národní muzeum v Martině.

## Fotografické publikace (výběr)
- 1973 – Krajina Detvou volaná
- 1980 – Rodná zem
- 1983 – Vrchárský chlieb
- 1985 – Vel'ký spev
- 1999 – Praha – Paříž
- 2000 – Veličenstvo kůň
- 2003 – Číňané na přelomu tisíciletí, Zlatá Praha a Země česká, domov můj, ve spolupráci s Matúšem Benickým
- 2004 – Noví Evropané, ve spolupráci s Matúšem Benickým
- 2005 – Lidé z hor a Krajina, Zátiší, Črty z cest, ve spolupráci s Matúšem Benickým
- 2006 – Lidská rodina, Lidé lidem a Praha v obrazech, ve spolupráci s Matúšem Benickým
- 2007 – Česká republika v obrazech, Svět lidí, ve spolupráci s Matúšem Benickým